# Астроида
Забележка: Заглавието на тази статия може лесно да бъде объркано с Астероид.
Астроидата е равнинна крива, частен случай на хипоциклоида с четири рогови точки. Може още да се разглежда като супер елипса от степен n=2/3 и с равни оси a и b.
Астроидата се получава като траекторията на фиксирана точка върху окръжност с радиус a/4, която се хлъзга по вътрешността на окръжност с радиус a. Във всяка точка от астроидата ролята на допирателна играе отсечка с дължина a, чийто един край принадлежи на абсцисната, а другия – на ординатната ос в координатната система, чието начало е центърът на астроидата.
Уравнението на астроидата в Декартова координатна система е:
{\displaystyle x^{\frac {2}{3}}+y^{\frac {2}{3}}=a^{\frac {2}{3}}},
а в параметричен вид:
{\displaystyle {\begin{cases}x=acos^{3}\varphi \\y=asin^{3}\varphi \end{cases}}}.
Лицето на областта, заградена от астроидата е {\displaystyle S={\frac {3}{8}}\pi a^{2}}, а дължината на цялата крива е {\displaystyle L=6a}.
Наименованието на кривата идва от гръцките думи αστρον – звезда и ειδος – вид, образ. В някои източници кривата се нарича и „звездна крива“. Терминът е въведен от австрийския астроном Йозеф Литров през 1838 г. През 19 век са употребявани различни названия на кривата, които отразяват свойството ѝ, че е еволюта на елипсата.